# Valentin Morozov
Pour les articles homonymes, voir Morozov.
Valentin Morozov - en russe : Валентин Морозов - (né le 1er juin 1975 à Moscou en URSS) est un joueur professionnel russe de hockey sur glace.

## Carrière de joueur
En 1992, il commence sa carrière avec le HK CSKA Moscou dans l'élite russe. Il est choisi en 1994 au cours du repêchage d'entrée dans la Ligue nationale de hockey par les Penguins de Pittsburgh en 6e ronde, en 154e position. De 1998 à 2000, il part en Amérique du Nord et est assigné aux clubs école des Penguins, le Crunch de Syracuse puis les Penguins de Wilkes-Barre/Scranton dans la Ligue américaine de hockey. De retour en Russie, il ne parvient pas à jouer des saisons complètes dans l'élite. Il met un terme à sa carrière en 2004 après deux saisons dans la Vyschaïa liga, le second échelon national.

## Carrière internationale
Il a représenté la Russie en sélection jeune.

## Trophées et honneurs personnels
- 1999 : participe au Match des étoiles de la Ligue américaine de hockey.

## Statistiques

### En club
| Saison    | Équipe                            | Ligue         |    | Saison régulière | Saison régulière | Saison régulière | Saison régulière | Saison régulière |    | Séries éliminatoires | Séries éliminatoires | Séries éliminatoires | Séries éliminatoires | Séries éliminatoires |
| Saison    | Équipe                            | Ligue         | PJ | B                | A                | Pts              | Pun              | PJ               | B  | A                    | Pts                  | Pun                  |                      |                      |
| 1992-1993 | CSKA Moscou                       | Superliga     | 17 | 0                | 0                | 0                | 6                |                  |    |                      |                      |                      |                      |                      |
| 1993-1994 | Russian Penguins                  | LIH           | 11 | 3                | 5                | 8                | 2                | --               | -- | --                   | --                   | --                   |                      |                      |
| 1993-1994 | CSKA Moscou                       | Superliga     | 18 | 4                | 1                | 5                | 8                |                  |    |                      |                      |                      |                      |                      |
| 1994-1995 | CSKA Moscou                       | Superliga     | 47 | 9                | 4                | 13               | 102              | --               | -- | --                   | --                   | --                   |                      |                      |
| 1995-1996 | CSKA Moscou                       | Superliga     | 51 | 30               | 11               | 41               | 28               |                  |    |                      |                      |                      |                      |                      |
| 1996-1997 | HC CSKA Moscou                    | Superliga     | 22 | 8                | 5                | 13               | 8                |                  |    |                      |                      |                      |                      |                      |
| 1997-1998 | Krylia Sovetov                    | Superliga     | 34 | 5                | 15               | 20               | 8                |                  |    |                      |                      |                      |                      |                      |
| 1998-1999 | Crunch de Syracuse                | LAH           | 63 | 17               | 23               | 40               | 10               | --               | -- | --                   | --                   | --                   |                      |                      |
| 1999-2000 | Penguins de Wilkes-Barre/Scranton | LAH           | 59 | 14               | 25               | 39               | 4                | --               | -- | --                   | --                   | --                   |                      |                      |
| 2000-2001 | Lada Togliatti                    | Superliga     | 19 | 0                | 4                | 4                | 6                |                  |    |                      |                      |                      |                      |                      |
| 2001-2002 | Severstal Tcherepovets 2          | Pervaïa liga  | 4  | 6                | 3                | 9                | 0                |                  |    |                      |                      |                      |                      |                      |
| 2001-2002 | CSKA Moscou                       | Superliga     | 18 | 4                | 4                | 8                | 2                |                  |    |                      |                      |                      |                      |                      |
| 2001-2002 | Salavat Ioulaïev Oufa             | Superliga     | 1  | 0                | 0                | 0                | 0                |                  |    |                      |                      |                      |                      |                      |
| 2001-2002 | CSKA Moscou 2                     | Pervaïa liga  | 1  | 0                | 0                | 0                | 0                |                  |    |                      |                      |                      |                      |                      |
| 2002-2003 | Khimik Voskressensk 2             | Vyschaïa liga | 24 | 12               | 8                | 20               | 16               | 14               | 6  | 4                    | 10                   | 2                    |                      |                      |
| 2003-2004 | Krylia Sovetov 2                  | Pervaïa liga  | 4  | 2                | 1                | 3                | 0                |                  |    |                      |                      |                      |                      |                      |
| 2003-2004 | Krylia Sovetov                    | Vyschaïa liga | 29 | 3                | 12               | 15               | 22               | 2                | 1  | 0                    | 1                    | 0                    |                      |                      |

### En équipe nationale
| Année | Équipe        | Compétition |   | PJ | B | A | Pts | Pun               |  | Résultat |
| 1995  | Russie junior | CM Jr.      | 7 | 3  | 4 | 7 | 4   | Médaille d'argent |  |          |